# 鮑伊鎮區 (阿肯色州奇科特縣)
鮑伊鎮區（英語：Bowie Township）是位於美國阿肯色州奇科特縣的一個行政鎮區。

## 地方資料
鮑伊鎮區的面積為269.90平方千米，當中陸地面積為260.45平方千米，而水域面積為9.45平方千米。根據2010年美國人口普查的數據，當地共有人口3233人，而人口密度為每平方千米11.98人。